# Mbuji-Mayi
Mbuji-Mayi (do 1966. Bakwanga) glavni je grad provincije Kasai-oriental u Demokratskoj Republici Kongo. Leži na rijeci Sankuru, na 620 metara nadmorske visine. Ime "Mbuji-Mayi" u lokalnom jeziku znači "jarčeva voda".
Grad je poznat po svojim dijamantima, a povijest njihova vađenja i obrade proteže se na više od jednog stoljeća.
Prema popisu iz 2004. godine, Mbuji-Mayi je imao 1.213.726 stanovnika, čime je bio treći grad po brojnosti u državi. Većinu stanovništva čini etnička skupina Luba.

## Vanjske poveznice

### Ostali projekti
|  | Zajednički poslužitelj ima još gradiva o temi Mbuji-Mayi |